# Marktentlastungs- und Kulturlandschaftsausgleich
Der Marktentlastungs- und Kulturlandschaftsausgleich (MEKA) ist ein Agrarumweltprogramm des Landes Baden-Württemberg. Im Rahmen dieses Programms können landwirtschaftliche Betriebe finanzielle Unterstützung des Landes für die „Einführung und Beibehaltung umweltschonender beziehungsweise extensiver Erzeugungspraktiken, den Schutz natürlicher Ressourcen und den Erhalt der Kulturlandschaft“ erhalten. Ziel der Förderung ist die Sicherung der Grünlandbewirtschaftung und die Förderung umweltschonender sowie marktentlastender Erzeugungspraktiken. Die Mittel für die Förderung stammen von EU, Bundesrepublik Deutschland und dem Land Baden-Württemberg. 2015 überarbeitet, nennt sich das Programm nun „Förderprogramm für Agrarumwelt, Klimaschutz und Tierwohl“ (FAKT).

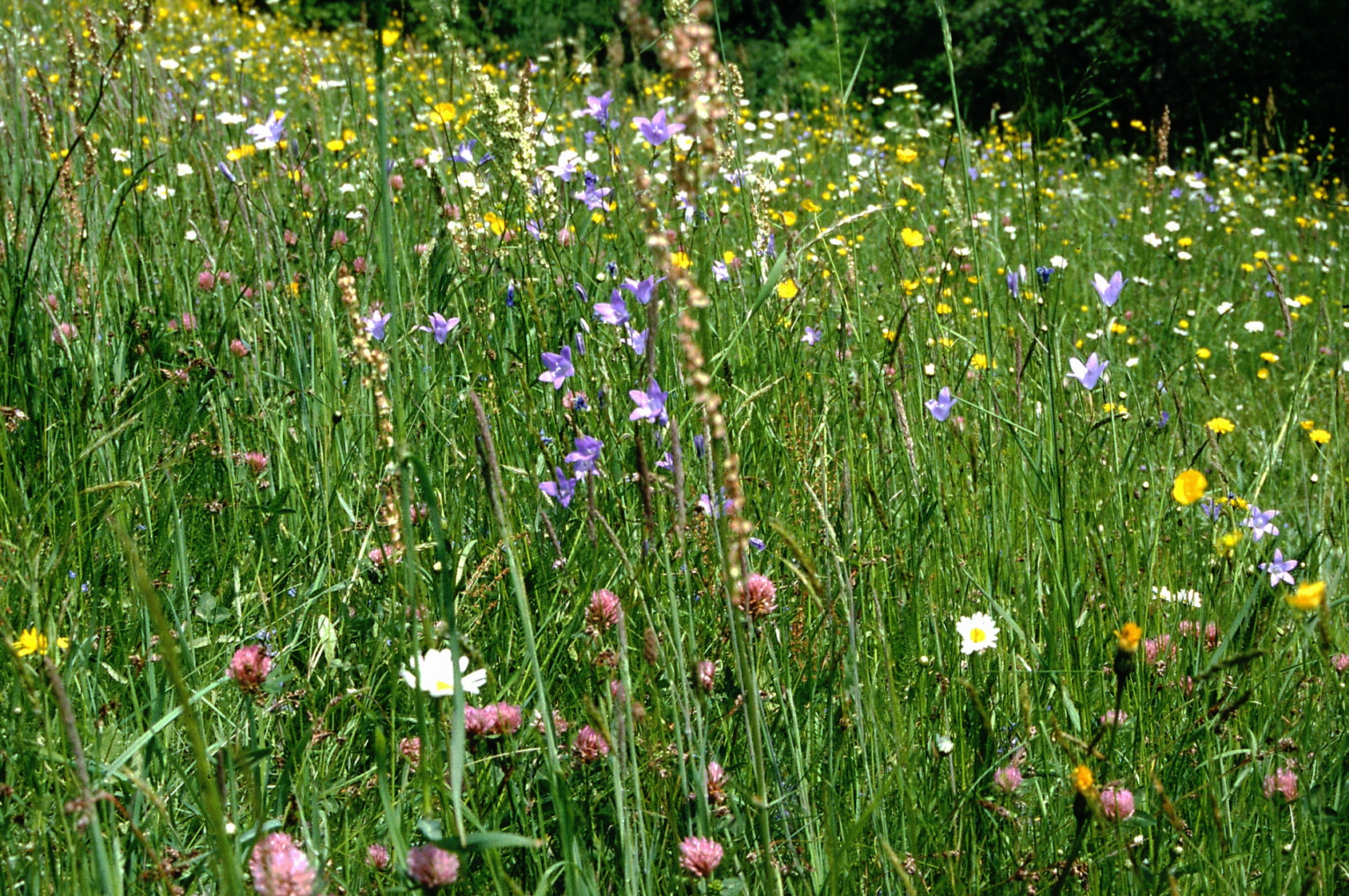
Extensivgrünland

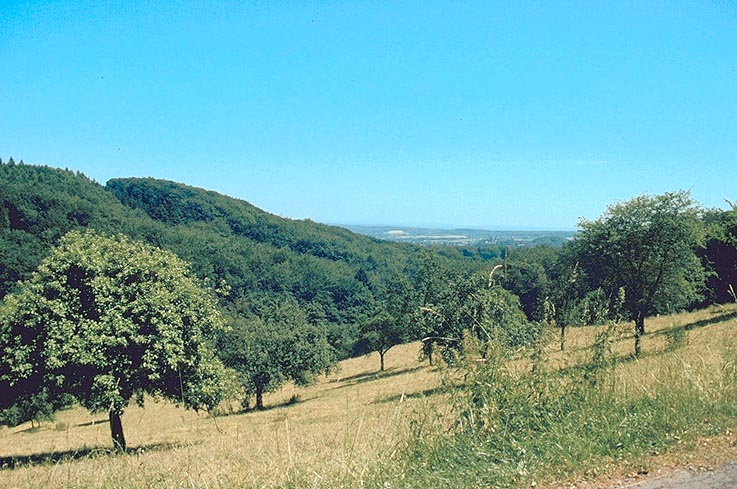
Streuobstwiese

Förderfähige Maßnahmen sind dabei in sieben Kategorien aufgeteilt. Maßnahmen zum „Umweltbewussten Betriebsmanagement“ sind beispielsweise besonders umweltschonende Ausbringungsverfahren für Wirtschaftsdünger oder auch Beachtung bestimmter Fruchtfolgen. In die zweite Kategorie „Erhaltung und Pflege der Kulturlandschaft“ fallen Maßnahmen wie die Extensive Bewirtschaftung von Grünland, oder die Bewirtschaftung von besonders steilem Grünland. Dritte Kategorie ist die „Sicherung landschaftspflegender, besonders gefährdeter Nutzungen“, hierzu zählen etwa gefährdete Nutztierrassen, gebietstypische Weiden, Weinbausteillagen und Streuobstbestände. Kategorie 4 ist der „Verzicht auf chemisch-synthetische Produktionsmittel“, Kategorie 5 die Extensive und umweltschonende Pflanzenerzeugung, wozu neben Begrünungsmaßnahmen auch der Verzicht auf Wachstumsregulatoren gehört. Eine Förderung ist ebenfalls möglich für die Anwendung biologischer, bzw. biotechnischer Verfahren und für die Erhaltung besonders geschützter Lebensräume, wie Biotopen.

## Zuwendungsempfänger
Die Prämie können landwirtschaftliche Unternehmen beanspruchen, die gemäß der EG-Verordnung Nr. 73/2009 ihren Unternehmenssitz in der Europäischen Union haben und in Baden-Württemberg landwirtschaftliche Flächen bewirtschaften, außerdem noch Pheromongemeinschaften im Obst- und Weinbau, sowie anerkannte Weidegemeinschaften für bestimmte Maßnahmen.
Zu den Fördervoraussetzungen gehören die Einhaltung von Cross Compliance im gesamten Unternehmen, der Verzicht auf die Ausbringung von kommunalem Klärschlamm, sowie eine Mindestdauer der Durchführung der geforderten Maßnahmen von fünf Jahren. Für die Vergabe gibt es ein Punktesystem, nach dem sich die jährlich auszuzahlende Prämie berechnet. Dabei gelten Höchstsätze von bis zu 900 Euro pro betroffenem Hektar Bewirtschaftungsfläche, bzw. eine Absoluthöchstgrenze von 40.000 Euro, die sich bei gemeinsamen Anträgen entsprechend erhöht.